# Usva
Usva (rusky Усьва) je řeka v Permském kraji v Rusku. Je dlouhá 266 km. Povodí řeky má rozlohu 6 170 km².

## Průběh toku
Pramení na Středním Urale a teče převážně na jihozápad. Ústí zleva do Čusovaji (povodí Kamy) na 32 říčním kilometru.

### Přítoky
- zleva – Vilva

## Vodní režim
Zdrojem vody jsou převážně sněhové srážky. Průměrný roční průtok vody ve vzdálenosti 87 km od ústí činí přibližně 30,8 m³/s. Zamrzá v listopadu a rozmrzá na konci dubna až na začátku května.

## Využití
Řeka je splavná pro vodáky. U ústí leží město Čusovoj.